# Télé-Soir
 (août 2012).
Si vous disposez d'ouvrages ou d'articles de référence ou si vous connaissez des sites web de qualité traitant du thème abordé ici, merci de compléter l'article en donnant les références utiles à sa vérifiabilité et en les liant à la section « Notes et références ».
Télé-Soir est le journal télévisé français de la rédaction de la première chaîne de l'ORTF, créé par le producteur et journaliste français Édouard Sablier (d) et diffusé chaque soir à 20 heures du 20 septembre 1965 au 2 novembre 1969. On note que l'émission d'actualité est produite en noir et blanc, du fait que la première chaîne nationale publique exploite la norme 819 lignes à cette période.

## Historique
Édouard Sablier (d) succède à Raymond Marcillac en 1965 à la sous-direction de l'information de la télévision et accentue encore la priorité donnée à l'image dans une nouvelle formule du journal télévisé baptisée Télé-Soir. Il installe le studio dans une salle de rédaction. 
Cette formule donnant satisfaction, il décide à la rentrée 1967 de modifier la forme et le fond de Télé-Soir en gardant les éléments positifs et en introduisant des éléments pour rendre le journal plus complet, plus direct et plus agréable. La forme est modifiée dans le décor qui reprend une salle de rédaction télévisée et non plus de presse, avec l'introduction d'éléments électroniques pour donner physiquement plus d'importance au poids des images, comme l'eidophore qui domine dorénavant le plateau du JT à côté du présentateur, l'augmentation du volume d'images diffusées avec l'utilisation des documents d'archives, avec plus de directs et l'arrivée de spécialistes pour éclairer des sujets particuliers. 
Lors des évènements de Mai 68, le journal ne dit pratiquement rien des manifestations qui tournent à l'émeute à partir du 3 mai, ni des grèves et occupations de locaux universitaires qui suivent. L'interdiction de diffuser un long sujet sur les événements entraîne une mobilisation puis la grève d'une partie des journalistes de l'actualité télévisée à partir du 17 mai pour dénoncer la censure et la mainmise que le pouvoir gaulliste aurait sur la télévision. La grève dure plusieurs semaines et les présentateurs vedettes comme Maurice Séveno sont grévistes. Léon Zitrone, qui n'ose choisir son camp, préfère se mettre en vacances durant ces quelques semaines. Édouard Sablier constitue alors une petite équipe avec les 29 journalistes non grévistes pour continuer à faire fonctionner Télé-Soir dans une forme minimaliste en présentant lui-même certaines éditions. Les grévistes reprennent le travail après le week-end de la Pentecôte. Une partie d'entre eux sont licenciés et l'ensemble des directeurs de l'O.R.T.F. limogés, dont Édouard Sablier, qui laisse sa place à son adjoint Jean-Louis Guillaud et ne retrouve son poste qu'au mois de juillet. 
En 1969, la réforme de la télévision voulue par le Premier ministre Jacques Chaban-Delmas crée une concurrence entre deux unités autonomes d’information. Chacune est dirigée par un responsable qui a le même rang hiérarchique que le responsable de la chaîne. La direction de l’information de chacune des chaînes ne dépend plus de la direction des programmes. Pierre Desgraupes est nommé directeur de l’information pour la première chaîne en septembre 1969 et Information Première succède à Télé-Soir le 3 novembre 1969.

## Présentateurs
- Léon Zitrone de septembre 1965 à novembre 1969
- Maurice Séveno de septembre 1965 à juin 1968
- Robert Chapatte de septembre 1965 à juin 1968
- Georges de Caunes de septembre 1965 à 1966
- Bernard Volker d'aout 1968 à novembre 1969

Rédacteur en chef : Jean-Louis Guillaud

## Décor
Le décor de Télé-Soir se veut résolument moderne, intégrant le pupitre de présentation au sol du studio avec le fauteuil du présentateur intégré dans la structure de présentation. Le pupitre de présentation, qui indique la date et l'heure, ne peut accueillir que le présentateur. La place vouée à l'image est importante dans le décor de 1967 avec un mur d'écran situé à droite et au-dessus du présentateur et la présence de l'eidophore à sa gauche, permettant d'obtenir une image grand format derrière le présentateur. Le fond du studio est fermé d'un mur granité devant lequel tourne une mappemonde en aluminium située juste à droite derrière le présentateur. 

## Générique
L'indicatif de Télé-Soir est composé d'un simple titre en lettre blanche sur fond noir accompagné d'un canon de trompettes et tambours. 